# Eustochio Bellini
Eustochio (al secolo Lucrezia) Bellini (Padova, 1444 – Padova, 1469) è stata una religiosa italiana. Viene considerata la protettrice di coloro che soffrono per le tribolazioni spirituali. È venerata come beata dalla Chiesa Cattolica.

## La vita
Sua madre era Maddalena Cavalcabò, una monaca del monastero benedettino di San Prosdocimo, mentre il padre era un signorotto locale, Bartolomeo Bellini.
Il rapporto adulterino con una consacrata e l'illegittimità della nascita della figlia portarono Bartolomeo Bellini ad affidare la bambina come educanda, all'età di sette anni, alle monache dello stesso monastero in cui era vissuta la madre. Si svelano in questo periodo i primi segni della possessione demoniaca che l'aveva colpita in tenerissima età
La comunità monastica di San Prosdocimo viveva nell'immoralità, aperta alla mondanità: una religiosa anziana, Suor Maiorina, già colpevole di aver spinto la madre di Lucrezia a trasgredire i voti con il rapporto adulterino con il Bellini, era causa primaria della pessima condotta del monastero. Tutto ciò nonostante la badessa, donna corretta, cercasse di porre un freno a quel malcostume.
Nel 1460 la retta badessa morì (dicono storici dell'epoca, le monache arrivarono ad avvelenarla per sbarazzarsi di lei): il vescovo Jacopo Zeno approfittò della mancanza di un vertice alla guida del monastero per imporre maggiore disciplina. La reazione delle monache, delle novizie e delle educande fu in linea con quanto avevano vissuto fino a quel momento: lasciarono il monastero. Tutte tranne Lucrezia, che rimase sola, in preghiera dei suoi santi, la Vergine Maria, san Luca e san Gerolamo verso il quale nutriva una profonda devozione. Furono chiamate dalla curia a rinfoltire i chiostri del monastero le benedettine provenienti dal cenobio di Santa Maria della Misericordia, sotto la guida della badessa Giustina de Lazzara.
Il 15 gennaio 1461, Lucrezia ebbe il nero abito benedettino, prendendo il nome di Eustochio, in memoria della fedele discepola di san Gerolamo, già santa della Chiesa; il demonio, che, come si era detto, aveva preso dimora nel suo corpo in tenera età, cominciò a costringere la giovane a violare la Regola, facendole compiere atti così inconsulti e violenti verso le consorelle che rimasero terrorizzate e dovettero legarla per molti giorni a una colonna.
Dopo che Eustochio fu liberata, la situazione si appianò, ma la sofferenza si acuì nello spirito e nella carne; tuttavia, quando la badessa si ammalò di una strana malattia, fu incolpata lei additandola come strega e facendola chiudere in una prigione per tre mesi a pane e acqua.
La prigione rafforzò il suo intento di voler espiare la colpa della sua nascita nel luogo stesso in cui era stata concepita: rifiutò le proposte di quanti le chiedevano per amicizia o interesse di lasciare l'abito e tornare a condurre una vita laica. 
Ella invece perseverò, con preghiere e digiuni, trovando il tempo anche per comporre preghiere.
Anche quando di lì a poco fu lasciata libera di tornare nel monastero, ricominciò a essere tormentata dal demonio che la flagellava e le procurava violenti conati di vomito; ma Eustochio, sopportando con fede tutto ciò, riuscì a convincere le consorelle delle sue virtù e finalmente il 25 marzo 1465 fu ammessa alla professione solenne e, come era usanza dell'epoca, due anni dopo le fu imposto il velo nero delle benedettine.
Lucrezia, cresciuta nella bellezza del corpo e dell'anima, patì così tanto da rimanerne segnata fino alla morte: sul letto di morte, poche ore prima di esalare l'ultimo respiro, in pochi che l'avevano conosciuta in vita l'avrebbero potuta riconoscere guardandole il volto deturpato e il corpo ferito e coperto di piaghe; chi invece ascoltò le sue ultime parole e preghiere disse che si trattava proprio della fanciulla di casa Bellini.
Morì il 13 febbraio 1469, a 25 anni: prima di morire il demonio la lasciò per sempre, sconfitto dalla fortezza d'animo di colei che non era riuscito a tentare; e segno visibile di questa sconfitta fu la restituzione alla monaca vittoriosa della bellezza e del sorriso perduti.

## Il culto
La beata padovana fu una delle pochissime ossesse, nella storia della Chiesa, ad aver convissuto tutta la vita con il demonio in corpo ed essere riuscita ad arrivare agli onori dell'altare per i meriti acquisiti in vita, mostrando di possedere la fortezza nel sopportare tutto ciò che patì. Risultano, a oggi, altri due casi di vittime di possessione demoniaca poi canonizzate: Cristina di Stommeln (1242-1312), beatificata da San Pio X nel 1908, e Mariam Baouardy (1846-1878), beatificata da San Giovanni Paolo II nel 1983 e canonizzata da Francesco nel 2015.
Quattro anni dopo la sua morte, il corpo di Eustochio fu riesumato dal primo sepolcro che cominciò a riempirsi d'acqua miracolosa, che cessò di sorgere solo quando fu soppresso il monastero. 
Nel 1475 il corpo fu portato all'interno della chiesa del monastero di San Prosdocimo e dal 1720 fu reso visibile collocandolo in una teca di cristallo. Il monastero di San Prosdocimo fu soppresso nel 1806 dal decreto napoleonico e il corpo della beata fu traslato nella chiesa di San Pietro di Padova.
Papa Clemente XIII, che prima dell'elezione era stato vescovo di Padova, confermò il suo culto nel 1760, prima alla città patavina e poi esteso nel 1767 a tutta la Repubblica di Venezia. La memoria viene celebrata dalla diocesi il 13 febbraio.